# Ахья (річка)
Ахья(ест. Ahja jõgi) — річка в Естонії, у Пилвамаа й Тартумаа повітах. Права притока Емайигі (басейн Нарви).

## Опис
Довжина річки 97 км, висота витоку над рівнем моря — 87 м, найкоротша відстань між витоком і гирлом — 50,22 км, коефіцієнт звивистості річки — 1,9. Площа басейну водозбору 1070км².

## Розташування
Витікає з озера Ераствере у селі Ераствере волості Канелі повіту Пилвамаа. Спочатку тече на північний схід через Лауруі, Барбусе, Коорвере. У селі Кіїд'ярве повертає на південний схід, а потім знову тече переважно на північний схід. У селі Кастре впадає у річку Емайигіі.
Притоки: Валдупера ойя, Хурмі ойя, Іхмару ойя, Хілба ойя, Лееві, Локо ойя (ліві); Хотіку ойя, Орайугі, Кооскара ойя (праві).

## Іхтіофауна
У річці водяться такі види риб: щука, плотва, лящ, окунь, язь, налим та інші.

## Цікаві факти
- На лівому березі річки у селі Барбусе розташований музей естонських доріг (англ. Estonian Road Museum).
- У пригирловій частині річка протікає через ландшафтний заказник водосховище Емайнгі —Сурсуо (ест. Emajõe-Suursoo sookaitseala/ maastikukaitseala).